# استالی (کارولینای شمالی)
استالی (به انگلیسی: Staley) شهری در ایالت کارولینای شمالی کشور ایالات متحده آمریکا است که جمعیت آن در سرشماری سال ۲۰۱۰ میلادی، ۳۹۳ نفر بوده‌است.